# Solatopupa psarolena
Solatopupa psarolena е вид коремоного от семейство Chondrinidae. Видът е световно застрашен, със статут Уязвим.

## Разпространение
Разпространен е в Италия и Франция.